# 敖鯤
敖鯤（1530年—1586年），字化甫，號南溟，江西臨江府新喻縣人，民籍，明朝政治人物。

## 生平
嘉靖三十七年（1558年）江西鄉試第二十八名舉人。隆慶二年（1568年）中式戊辰科會試第二百九十一名，三甲第二十五名進士。授松江府推官，无何，丁父憂歸。起補懷慶府推官，拜山西道監察御史，奉命巡视長芦盐课，復按福建、順天府。十一年升大理寺右寺丞，轉左，十三年升本寺右少卿，同年九月为南京光禄寺卿，十四年八月卒。

## 家族
曾祖敖資評；祖父敖審和；父敖維琛，壽官。母黃氏。